# Katastrofa kolejowa w Ryongch’ŏn

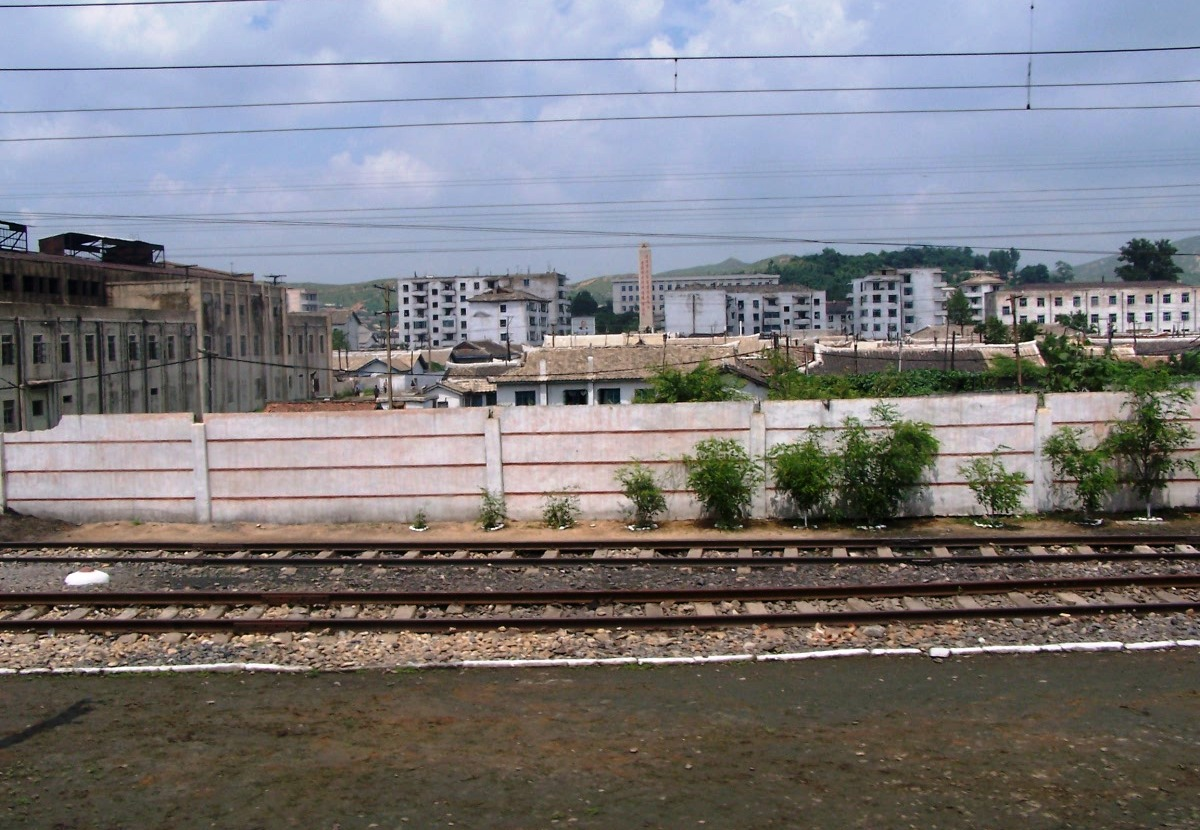
Stacja kolejowa w Ryongch’ŏn w 2005 roku

Katastrofa kolejowa w Ryongch’ŏn – wypadek kolejowy, do którego doszło 22 kwietnia 2004 roku w miejscowości Ryongch’ŏn w Korei Północnej. Według oficjalnych danych, w wyniku katastrofy zginęły 154 osoby, a 1300 zostało rannych. Jednak nieoficjalnie podawano, że w wypadku mogło zginąć lub zostać rannych ponad 3000 osób.

## Przebieg wypadku
Przyczyna i charakter wypadku jest przedmiotem spekulacji. Według pierwszych relacji w wydarzeniu wzięły udział dwa pociągi (jeden przewożący saletrę amonową, drugi benzynę), które najechały na siebie dziewięć godzin po tym, jak tą trasą przejechał wcześniej pociąg z przywódcą Korei Północnej Kim Dzong Ilem wracającym z nieoczekiwanej wizyty w Chinach. Pociągi miały zderzyć się ze sobą, następnie na pociąg z benzyną miały spaść linie wysokiego napięcia, które wywołały eksplozje. Nasunęły się podejrzenia, że wypadek ten był próbą zamachu na życie dyktatora. Wywiad południowokoreański odrzucił to podejrzenie. Reportaż południowokoreańskiego dziennika Kyunghyang Shinmun dotarł do relacji północnokoreańskiego policjanta przebywającym w chińskim Dandong (20 km od Ryongch’ŏn). Policjant miał poinformować, że władze nie traktowały eksplozji jako wypadku kolejowego. Pojawiły się również plotki, że benzyna była prezentem od Chin dla Kim Dzong Ila.
Koreańska Centralna Agencja Prasowa poinformowała o wybuchu w Ryongch’ŏn 24 kwietnia. Tego samego dnia władze Korei Północnej potwierdziły, że w katastrofie wziął udział pociąg jadący do portu w Nampo, przewożący saletrę i benzynę. Podczas przepychania wagonów na pociąg miały spaść przewody elektryczne, które po kontakcie z przewożonym towarem doprowadziły do eksplozji.
Po wypadku tereny wokół stacji kolejowej były całkowicie zniszczone. Międzynarodowe stacje monitoringu sejsmicznego w Stanach Zjednoczonych i Rosji odnotowały wybuch o mocy 3,6 stopnia w skali Richtera. Władze Korei Północnej wprowadziły w rejonie wypadku stan wyjątkowy. W celu uniemożliwienia przedostania się poza Koreę Północną informacji o wypadku, odcięto w państwie międzynarodową łączność telefoniczną. Korea Południowa dowiedziała się o wypadku w Ryongch’ŏn za pośrednictwem nasłuchiwanych rozmów z Korei Północnej.
W 2013 roku przebieg katastrofy badał dziennikarz śledczy Nate Thayer. Zdaniem dziennikarza, że do wybuchu doszło za sprawą zdetonowania zdalnie sterowanej bomby, która wysadziła w powietrze pociąg wiozący do Syrii rakiety i paliwo rakietowe. Thayer zwrócił uwagę, że wśród ofiar znalazło się dwunastu Syryjczyków oraz że Koreańczycy usuwający skutki katastrofy mieli na sobie kombinezony chroniące przed bronią chemiczną. Bomba była aktywowana za pomocą telefonu komórkowego, odnalezionego przez północnokoreańskich urzędników bezpieczeństwa kilka dni po eksplozji.

## Ofiary
Według Międzynarodowego Komitetu Czerwonego Krzyża w wyniku katastrofy zginęło co najmniej 160 osób, a 1300 zostało rannych. Wybuch zniszczył ponad 2000 budynków mieszkalnych. Ranni trafili do szpitala w Ryongch’ŏn, otrzymując nieznaczną pomoc. Prawdopodobnie część rannych przeniesiono do szpitali w chińskim mieście Dandong, jednakże informacja ta nie została potwierdzona, ponieważ władze chińskie zdecydowały zamknąć granicę z Koreą Północną. Pomocy humanitarnej udzieliły Chiny i Korea Południowa. Chiny przekazały 10 mln juanów, żywność, namioty i lekarstwa, Korea Południowa lekarstwa o wartości miliona dolarów. Oba państwa wysłały także lekarzy. W Korei Południowej społeczeństwo zebrało 9 mln dolarów z przeznaczeniem na pomoc dla mieszkańców Ryongch’ŏn. Miejsce tragedii odwiedził Eigil Sorensten ze Światowej Organizacji Zdrowia. Akcja ratunkowa została zakończona 24 kwietnia 2004 roku.

## Konsekwencje
W wyniku wypadku pociągi przeznaczone dla Kim Dzong Ila przeszły modernizację zabezpieczeń. Wprowadzono zakaz posiadania telefonów komórkowych, zawieszono budowę sieci telefonii komórkowej oraz skonfiskowano 10 tys. aparatów, należących do obywateli Korei Północnej. Zakaz korzystania z telefonów komórkowych zniesiono w 2009 roku.
Za winnego wypadku uznano ministra kolei, Kim Jong Sama, który w 2011 roku został skazany na karę śmierci.